# Мартинес, Даниэль
Даниэль Мартинес (исп. Daniel Felipe Martínez Poveda; род. 25 апреля 1996 в Боготе, Колумбия) — колумбийский профессиональный шоссейный велогонщик, выступающий c 2018 года за команду мирового тура «EF Pro Cycling».

## Достижения
2015
1-й  Горная классификация Рут-дю-Сюд
1-й  Молодёжная классификация Тур Юты
2017
4-й Тур Турции
1-й  Молодёжная классификация
2018
2-й Чемпионат Колумбии в индивид. гонке
3-й Тур Калифорнии
5-й Тур Колумбии
6-й Классика Колорадо
1-й  Молодёжная классификация
7-й Вуэльта Каталонии
2019
1-й  Чемпионат Колумбии в индивидуальной гонке
1-й на этапе 7 Париж — Ницца
3-й Тур Колумбии
1-й на этапе 1(ТТТ)

## Статистика выступлений

### Гранд-туры
| Гонка           | 2016 | 2017 | 2018 |
| --------------- | ---- | ---- | ---- |
| Джиро д'Италия  | 89   | НФ   | —    |
| Тур де Франс    | —    | —    | 36   |
| Вуэльта Испании | —    | —    | —    |

| —  | Не участвовал  |
| НФ | Не финишировал |